# Estadio Universitario (UTN)
El Estadio Universitario de la Universidad Técnica del Norte es un estadio educativo y estadio multiusos. Está ubicado en la avenida 17 de Julio en el Campus de la Universidad Técnica del Norte en la Ciudadela Universitaria en el Sector El Olivo, de la ciudad de Ibarra, Es usado mayoritariamente para la práctica del fútbol, y allí juega como local el Club Social, Cultural y Deportivo Universidad Técnica del Norte, equipos de la Segunda División del fútbol ecuatoriano. Tiene capacidad para 10000 espectadores.
El estadio cumplió un gran papel en el fútbol local, ya que el Club Social, Cultural y Deportivo Universidad Técnica del Norte hacía de local en este escenario deportivo.
Asimismo, este estadio es sede de distintos eventos deportivos universitarios a nivel local y universitario y todos los tipos de eventos, especialmente cultura física y educación física (que también se realizan en el Coliseo Universitario de la Universidad Técnica del Norte).